# Lago Flevo
Il lago Flevo (Flevomeer) è un antico lago situato negli attuali Paesi Bassi, esistito dall'epoca romana al pieno Medioevo. Alcuni geografi pensano che questo non fosse un lago ma un gruppo di più laghi connessi tra di loro.
Il nome ci è stato trasmesso dal geografo romano Pomponio Mela nella sua descrizione della regione. Nel suo trattato sulla corografia del 44 DC, Pomponio parla di un Flevo Lacus. Egli scrive: "Il ramo settentrionale del Reno si allarga come lago Flevo, e racchiude un'isola con lo stesso nome, e poi come un fiume che scorre normale fino al mare". Altre fonti invece indicano con Flevum l'attuale canale, denominato Vlie o Vliestroom e situato tra le Isole Frisone di Vlieland e Terschelling. Comunque il Vlie, in passato era proprio la foce del lago nel Mare del Nord.
Alcuni testi del Medioevo riferiscono di questo lago col nome di Almere. Il 14 dicembre 1287, in quella che fu chiamata Inondazione di Santa Lucia, durante un'impressionante tempesta che si abbatté sulle coste della Frisia e dell'Olanda, il Mare del Nord invase le acque dolci del lago, distruggendo numerose barriere di dune e trasformando il lago stesso in una baia che prese il nome di Zuiderzee (Mare del Sud).
Nella seconda metà del XX secolo il Flevopolder e la nuova provincia del Flevoland presero il loro nome dall'antico lago situato nella stessa area molti secoli prima.